# Morris Michtom
Morris Michtom (* 1870 in Russland; † 21. Juli 1938 in Brooklyn, New York City, New York, USA) war nach der amerikanischen Theorie der Erfinder des Teddybärs (zur deutschen Theorie siehe hier).
1887 emigrierte er als jüdischer Flüchtling nach New York. Er heiratete Rose und eröffnete ein kleines Geschäft in Brooklyn, New York.
Am 18. November 1902 veröffentlichte die Washington Post einen Cartoon zu Präsident Theodore Roosevelts Weigerung, einen gefangenen Bären zu erschießen. 
Morris entwarf einen ausgestopften Spielzeugbären, den Rose nähte und mit dem Cartoon ins Schaufenster stellte. 1907 gründeten sie die Ideal Novelty and Toy Company.